# Vuelta a Suiza 2016
La 80.ª edición de la competición ciclista Vuelta a Suiza se celebró en Suiza entre el 11 y el 19 de junio de 2016 sobre un recorrido de 1167,2  kilómetros. Comenzando en Baar y finalizando en la ciudad de Davos.
Hizo parte del UCI WorldTour 2016, siendo la decimoséptima competición del calendario de máxima categoría mundial.
La carrera fue ganada por el corredor colombiano Miguel Ángel López del equipo Astana Pro Team, en segundo lugar Ion Izagirre (Movistar Team) y en tercer lugar Warren Barguil (Team Giant-Alpecin).
En las clasificaciones secundarias se impusieron Maximiliano Richeze (puntos), Antwan Tolhoek (montaña) y Katusha (equipos).

## Equipos participantes
Tomaron parte en la carrera 22 equipos: los 18 de categoría UCI ProTeam (al tener asegurada y ser obligatoria su participación), más 4 de categoría Profesional Continental invitados por la organización. Formando así un pelotón de 176 corredores, de 8 ciclistas cada equipo, de los que acabaron 126.
| Equipo                 | Cód. UCI | Categoría               | Líder                  |
| ---------------------- | -------- | ----------------------- | ---------------------- |
| Team Katusha           | KAT      | UCI ProTeam             | Simon Špilak           |
| Trek-Segafredo         | TFS      | UCI ProTeam             | Fabian Cancellara      |
| Orica GreenEDGE        | OGE      | UCI ProTeam             | Michael Albasini       |
| BMC Racing Team        | BMC      | UCI ProTeam             | Tejay van Garderen     |
| Tinkoff                | TNK      | UCI ProTeam             | Peter Sagan            |
| Team Sky               | SKY      | UCI ProTeam             | Geraint Thomas         |
| Team LottoNL-Jumbo     | TLJ      | UCI ProTeam             | Robert Gesink          |
| Lampre-Merida          | LAM      | UCI ProTeam             | Rui Costa              |
| Team Giant-Alpecin     | TGA      | UCI ProTeam             | Warren Barguil         |
| Cannondale             | CPT      | UCI ProTeam             | Andrew Talansky        |
| Lotto Soudal           | LTS      | UCI ProTeam             | Tim Wellens            |
| Etixx-Quick Step       | EQS      | UCI ProTeam             | Zdeněk Štybar          |
| Dimension Data         | DDD      | UCI ProTeam             | Kanstantsín Siutsou    |
| FDJ                    | FDJ      | UCI ProTeam             | Odd Christian Eiking   |
| IAM Cycling            | IAM      | UCI ProTeam             | Mathias Frank          |
| Astana Pro Team        | AST      | UCI ProTeam             | Miguel Ángel López     |
| Ag2r La Mondiale       | ALM      | UCI ProTeam             | Jean-Christophe Péraud |
| Movistar Team          | MOV      | UCI ProTeam             | Ion Izagirre           |
| CCC Sprandi Polkowice  | CCC      | Profesional Continental | Sylwester Szmyd        |
| Team Roth              | ROT      | Profesional Continental | Martin Kohler          |
| Roompot Oranje Peloton | ROP      | Profesional Continental | Pieter Weening         |
| Verva ActiveJet        | VAT      | Profesional Continental | Paweł Cieślik          |

## Etapas
La Vuelta a Suiza dispuso de un prólogo y ocho etapas para un recorrido total de 1167,2 kilómetros.
| Etapa     | Fecha     | Recorrido                  | type                    | Distancia (km) | Ganador             | Líder              |
| --------- | --------- | -------------------------- | ----------------------- | -------------- | ------------------- | ------------------ |
| 1.ª etapa | 11 de jun | Baar – Baar                | prólogo                 | 6,4            | Fabian Cancellara   | Fabian Cancellara  |
| 2.ª etapa | 12 de jun | Baar – Baar                | etapa de media montaña  | 187,6          | Peter Sagan         | Jürgen Roelandts   |
| 3.ª etapa | 13 de jun | Grosswangen – Rheinfelden  | etapa llana             | 192,6          | Peter Sagan         | Peter Sagan        |
| 4.ª etapa | 14 de jun | Rheinfelden – Champagne    | etapa llana             | 193            | Maximiliano Richeze | Peter Sagan        |
| 5.ª etapa | 15 de jun | Brig-Glis – Carì           | etapa de montaña        | 126,4          | Darwin Atapuma      | Pierre Latour      |
| 6.ª etapa | 16 de jun | Weesen – Amden             | etapa de media montaña  | 162,8          | Pieter Weening      | Wilco Kelderman    |
| 7.ª etapa | 17 de jun | Arbon – Sölden             | etapa de montaña        | 224,3          | Tejay van Garderen  | Warren Barguil     |
| 8.ª etapa | 18 de jun | Davos – Davos              | contrarreloj individual | 16,8           | Ion Izagirre        | Miguel Ángel López |
| 9.ª etapa | 19 de jun | La Punt Chamues-ch – Davos | etapa de montaña        | 57             | Jarlinson Pantano   | Miguel Ángel López |

## Clasificaciones finales
- Las clasificaciones finalizaron de la siguiente forma:[4][5]

### Clasificación general
| Posición | Ciclista           | Equipo                 | Tiempo           |
| -------- | ------------------ | ---------------------- | ---------------- |
|          | Miguel Ángel López | Astana                 | 30 h 55 min 58 s |
| 2.º      | Ion Izagirre       | Movistar               | a 12 s           |
| 3.º      | Warren Barguil     | Giant-Alpecin          | a 18 s           |
| 4.º      | Jarlinson Pantano  | IAM Cycling            | a 42 s           |
| 5.º      | Andrew Talansky    | Cannondale Pro Cycling | a 1 min 04 s     |
| 6.º      | Tejay van Garderen | BMC Racing             | a 1 min 26 s     |
| 7.º      | Rui Costa          | Lampre-Merida          | a 2 min 09 s     |
| 8.º      | Wilco Kelderman    | LottoNL-Jumbo          | a 2 min 38 s     |
| 9.º      | Simon Špilak       | Katusha                | a 2 min 48 s     |
| 10.º     | Serguéi Chernetski | Katusha                | a 5 min 08 s     |

### Clasificación de la montaña
| Posición | Ciclista           | Equipo                 | Puntos |
| -------- | ------------------ | ---------------------- | ------ |
|          | Antwan Tolhoek     | Roompot Oranje Peloton | 104    |
| 2.º      | Pieter Weening     | Roompot Oranje Peloton | 50     |
| 3.º      | Darwin Atapuma     | BMC Racing             | 42     |
| 4.º      | Tejay van Garderen | BMC Racing             | 39     |
| 5.º      | Miguel Ángel López | Astana Pro             | 30     |

### Clasificación por puntos
| Posición | Ciclista            | Equipo           | Puntos |
| -------- | ------------------- | ---------------- | ------ |
|          | Maximiliano Richeze | Etixx-Quick Step | 56     |
| 2.º      | Peter Sagan         | Tinkoff          | 26     |
| 3.º      | Miguel Ángel López  | Astana Pro       | 20     |
| 4.º      | Ion Izagirre        | Movistar         | 18     |
| 5.º      | Iljo Keisse         | Etixx-Quick Step | 18     |

### Clasificación del mejor suizo
| Posición | Ciclista       | Equipo      | Tiempo           |
| -------- | -------------- | ----------- | ---------------- |
|          | Martin Elmiger | IAM Cycling | 31 h 23 min 03 s |
| 2.º      | Michael Schär  | BMC Racing  | a 5 min 00 s     |
| 3.º      | Danilo Wyss    | BMC Racing  | a 10 min 36 s    |

### Clasificación por equipos
| Posición | Equipo     | Tiempo           |
| -------- | ---------- | ---------------- |
|          | Katusha    | 93 h 12 min 34 s |
| 2.º      | Movistar   | a 4 min 53 s     |
| 3.º      | BMC Racing | a 7 min 33 s     |

## Evolución de las clasificaciones
| Etapa                   | Ganador                 | Clasificación general | Clasificación de la montaña | Clasificación por puntos | Clasificación del mejor suizo | Clasificación por equipos |
| ----------------------- | ----------------------- | --------------------- | --------------------------- | ------------------------ | ----------------------------- | ------------------------- |
| 1.ª                     | Fabian Cancellara       | Fabian Cancellara     | no se entregó               | Fabian Cancellara        | Fabian Cancellara             | Lotto Soudal              |
| 2.ª                     | Peter Sagan             | Jürgen Roelandts      | Matthias Krizek             | Fabian Cancellara        | Fabian Cancellara             | Lotto Soudal              |
| 3.ª                     | Peter Sagan             | Peter Sagan           | Antwan Tolhoek              | Peter Sagan              | Silvan Dillier                | Lotto Soudal              |
| 4.ª                     | Maximiliano Richeze     | Peter Sagan           | Antwan Tolhoek              | Peter Sagan              | Silvan Dillier                | Lotto Soudal              |
| 5.ª                     | Darwin Atapuma          | Pierre Latour         | Antwan Tolhoek              | Peter Sagan              | Mathias Frank                 | Sky                       |
| 6.ª                     | Pieter Weening          | Wilco Kelderman       | Antwan Tolhoek              | Maximiliano Richeze      | Martin Elmiger                | Lotto Soudal              |
| 7.ª                     | Tejay van Garderen      | Warren Barguil        | Antwan Tolhoek              | Maximiliano Richeze      | Martin Elmiger                | Katusha                   |
| 8.ª                     | Ion Izagirre            | Miguel Ángel López    | Antwan Tolhoek              | Maximiliano Richeze      | Martin Elmiger                | Katusha                   |
| 9.ª                     | Jarlinson Pantano       | Miguel Ángel López    | Antwan Tolhoek              | Maximiliano Richeze      | Martin Elmiger                | Katusha                   |
| Clasificaciones finales | Clasificaciones finales | Miguel Ángel López    | Antwan Tolhoek              | Maximiliano Richeze      | Martin Elmiger                | Katusha                   |

## UCI World Tour
La Vuelta a Suiza otorga puntos para el UCI WorldTour 2016 para corredores de equipos en las categorías UCI ProTeam, Profesional Continental y Equipos Continentales. La siguiente tabla corresponde al baremo de puntuación:
| Posición              | 1.ª | 2.ª | 3.ª | 4.ª | 5.ª | 6.ª | 7.ª | 8.ª | 9.ª | 10.ª |
| Clasificación general | 100 | 80  | 70  | 60  | 50  | 40  | 30  | 20  | 10  | 4    |
| Por etapa             | 6   | 4   | 2   | 1   | 1   |     |     |     |     |      |

| Clasificación | Clasificación      | Clasificación      | Clasificación | Clasificación | Clasificación |
| Posición      | Ciclista           | Equipo             | General       | Etapa         | Total         |
| ------------- | ------------------ | ------------------ | ------------- | ------------- | ------------- |
| 1.º           | Miguel Ángel López | Astana             | 100           | 9             | 109           |
| 2.º           | Ion Izagirre       | Movistar Team      | 80            | 9             | 89            |
| 3.º           | Warren Barguil     | Team Giant-Alpecin | 70            | 6             | 76            |
| 4.º           | Jarlinson Pantano  | IAM Cycling        | 60            | 7             | 67            |
| 5.º           | Andrew Talansky    | Cannondale         | 50            | 2             | 52            |
| 6.º           | Tejay van Garderen | BMC Racing Team    | 40            | 8             | 48            |
| 7.º           | Rui Costa          | Lampre-Merida      | 30            | -             | 30            |
| 8.º           | Wilco Kelderman    | Team LottoNL-Jumbo | 20            | 3             | 23            |
| 9.º           | Simon Špilak       | Team Katusha       | 10            | -             | 10            |
| 10.º          | Serguéi Chernetski | Team Katusha       | 4             | 4             | 8             |

Además, también otorgó puntos para el UCI World Ranking (clasificación global de todas las carreras internacionales).
| Posición              | 1.º | 2.º | 3.º | 4.º | 5.º | 6.º | 7.º | 8.º | 9.º | 10.º |
| Clasificación general | 500 | 400 | 325 | 275 | 225 | 175 | 150 | 125 | 100 | 85   |
| Por etapa             | 60  | 25  | 10  |     |     |     |     |     |     |      |
| Líder                 | 10  |     |     |     |     |     |     |     |     |      |

| Clasificación | Clasificación       | Clasificación      | Clasificación | Clasificación | Clasificación | Clasificación |
| Posición      | Ciclista            | Equipo             | General       | Etapa         | Líder         | Total         |
| ------------- | ------------------- | ------------------ | ------------- | ------------- | ------------- | ------------- |
| 1.º           | Miguel Ángel López  | Astana             | 500           | 50            | 10            | 560           |
| 2.º           | Ion Izagirre        | Movistar Team      | 400           | 70            | -             | 470           |
| 3.º           | Warren Barguil      | Team Giant-Alpecin | 325           | 35            | 10            | 370           |
| 4.º           | Jarlinson Pantano   | IAM Cycling        | 275           | 60            | -             | 335           |
| 5.º           | Andrew Talansky     | Cannondale         | 225           | -             | -             | 225           |
| 6.º           | Tejay van Garderen  | BMC Racing Team    | 175           | 60            | -             | 235           |
| 7.º           | Rui Costa           | Lampre-Merida      | 150           | -             | -             | 150           |
| 8.º           | Peter Sagan         | Tinkoff            | -             | 130           | 20            | 150           |
| 9.º           | Wilco Kelderman     | Team LottoNL-Jumbo | 125           | -             | 10            | 135           |
| 10.º          | Maximiliano Richeze | Etixx-Quick Step   | -             | 110           | -             | 110           |